# Fihalhohi
Fihalhohi, auch Fihaa Lhohi genannt, ist eine Insel der Malediven am südwestlichen Rand des Süd-Malé-Atolls.
Die Touristeninsel ist 400 Meter lang und 260 Meter breit, und zirka 39 Kilometer von der maledivischen Hauptstadt Malé entfernt. In der Nähe gibt es zahlreiche Tauchgebiete, die größtenteils in weniger als einer Stunde mit dem Boot zu erreichen sind.
Das Ferienresort auf Fihalhohi wurde in den 1980er Jahren für Touristen eröffnet.

## Klima
Das Klima entspricht dem der restlichen Malediven und ist somit ein tropisches Klima mit stets über 25 °C.

## Galerie

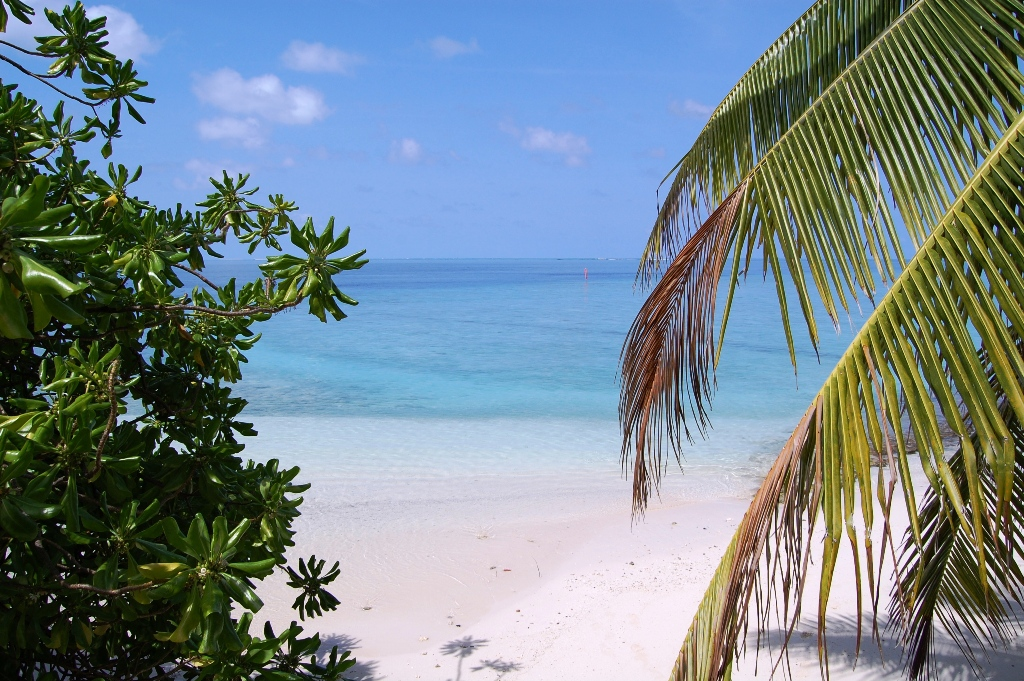
Ausblick auf den Indischen Ozean
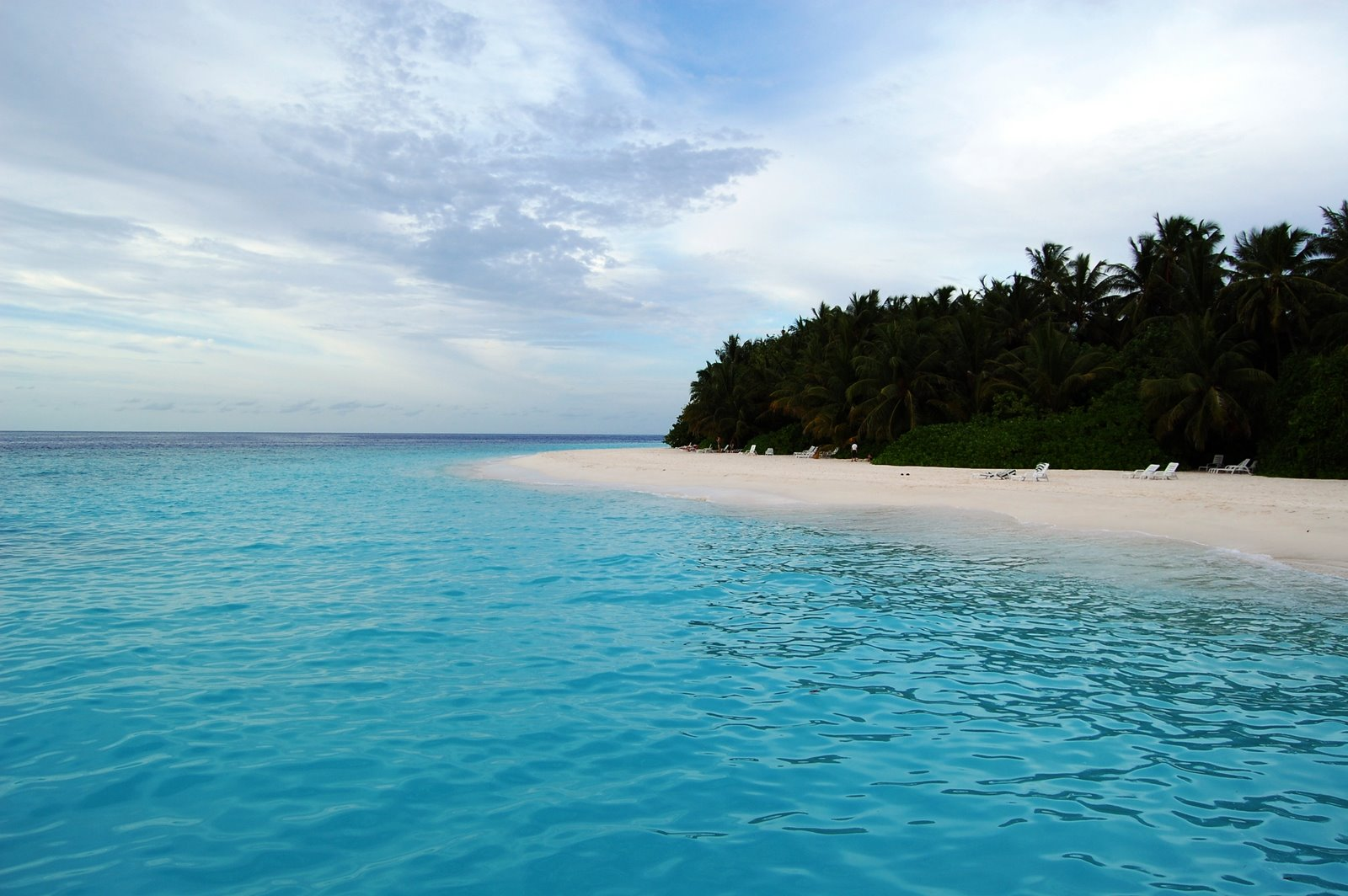
Strand auf Fihalhohi
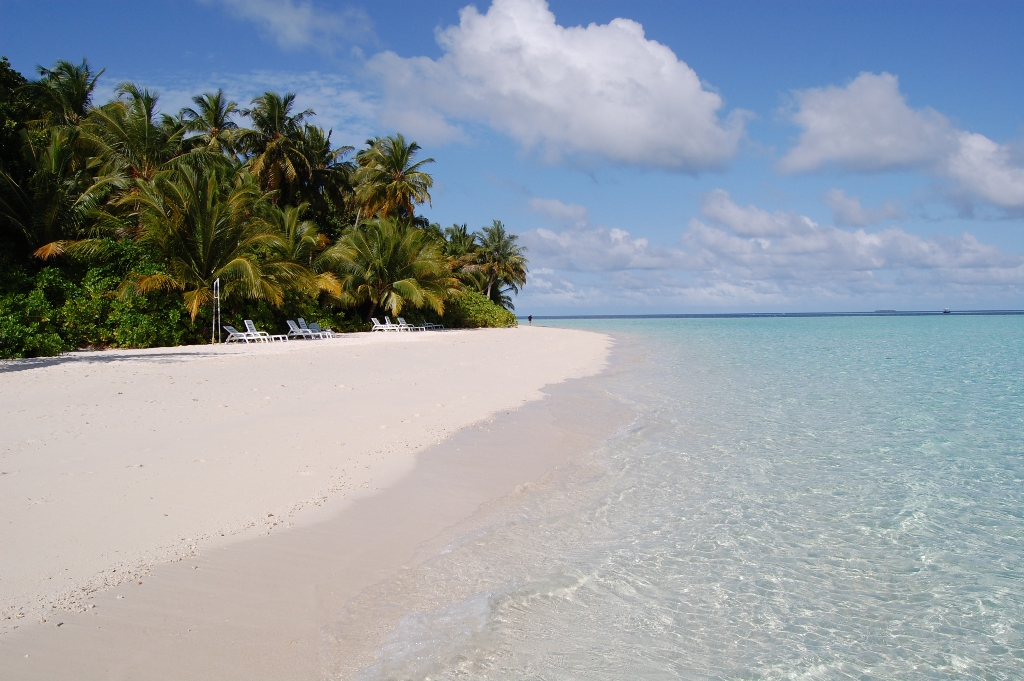
Weiteres Strandbild von Fihalhohi
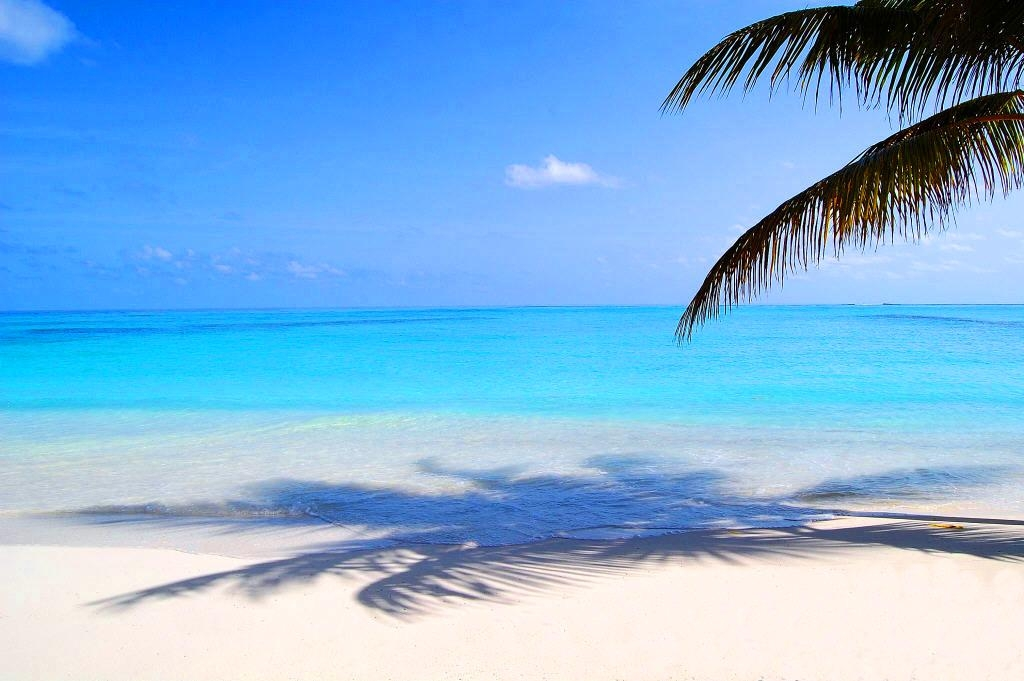
Strand und Meer auf Fihalhohi